# Tongod
Huyện Tongod là một huyện thuộc bang Sabah của Malaysia. Huyện Tongod có dân số thời điểm năm 2010 ước tính khoảng 29938 người.